# Psalidomyrmex
Psalidomyrmex es un género de hormigas perteneciente a la familia Formicidae, categorizado en la tribu Ponerini. Fue descrito por André en 1890.

## Especies
- Psalidomyrmex feae Menozzi, 1922
- Psalidomyrmex foveolatus André, 1890
- Psalidomyrmex procerus Emery, 1901
- Psalidomyrmex reichenspergeri Santschi, 1913
- Psalidomyrmex sallyae Bolton, 1975
- Psalidomyrmex wheeleri Santschi, 1923